# Rourea surinamensis
Rourea surinamensis là một loài thực vật có hoa trong họ Connaraceae. Loài này được Miq. miêu tả khoa học đầu tiên năm 1854.